# Janków (gromada w powiecie brzezińskim)
Janków (od 31 XII 1959 Ciosny) – dawna gromada, czyli najmniejsza jednostka podziału terytorialnego Polskiej Rzeczypospolitej Ludowej w latach 1954–1972.
Gromady, z gromadzkimi radami narodowymi (GRN) jako organami władzy najniższego stopnia na wsi, funkcjonowały od reformy reorganizującej administrację wiejską przeprowadzonej jesienią 1954 do momentu ich zniesienia z dniem 1 stycznia 1973, tym samym wypierając organizację gminną w latach 1954–1972.
Gromadę Janków siedzibą GRN w Jankowie utworzono – jako jedną z 8759 gromad na obszarze Polski – w powiecie brzezińskim w woj. łódzkim, na mocy uchwały nr 29/54 WRN w Łodzi z dnia 4 października 1954. W skład jednostki weszły obszary dotychczasowych gromad Ciosny, Eminów, Łaznówek, Maksymilianów, Wilkucice i Janków (z wyłączeniem wsi Jankówek) oraz wsie Reginów i Wilkucice Małe z dotychczasowej gromady Albertów ze zniesionej gminy Ciosny w tymże powiecie. Dla gromady ustalono 15 członków gromadzkiej rady narodowej.
31 grudnia 1959 do gromady Janków przyłączono wieś i parcelę Buków ze zniesionej gromady Popielawy, po czym gromadę Janków zniesiono przez zmianę nazwy jednostki na gromada Ciosny z siedzibą w Ciosnach.